# ナイキジャガー
ナイキジャガーとは日本の競走馬、種牡馬である。地方競馬に所属し、おもに南関東公営競馬の大井競馬場で走り、羽田盃、京浜盃、黒潮盃などに優勝した。

## 戦績
1995年9月25日にサラ系3歳新馬を的場文男騎乗で勝利し、その後特別戦2連勝をはさんで川崎競馬の全日本3歳優駿に出走。笠松から遠征してきたフジノハイメリットに次ぐ単勝2番人気に推されたが、3頭出しであった地元・川崎競馬の八木仁厩舎の1頭ホウシュウサルーンにクビ差で敗れ2着となり、3歳シーズンを終える。
翌1996年は2月19日に行われた京浜盃から始動、続く4月9日の黒潮盃と重賞を2連勝し、主役の一頭としてクラシックシーズンを迎えることになる。
第41回羽田盃でも単勝1番人気に応え快勝。同年から春に移動した三冠第2戦東京王冠賞、続く第3戦東京ダービーでの主戦的場の初ダービー制覇への期待が高まったが、羽田盃後に骨折が判明し、長期休養を余儀なくされる。
翌1997年4月9日、第3回マイルグランプリで11か月ぶりに復帰。単勝3番人気に推され、レースでは先行して粘り込み2馬身差の2着となる。5月21日に行われた大井記念では単勝2番人気に推されたが、重賞初挑戦であったアブクマポーロの前に完敗の3着となり、結局これが現役最後のレースとなった。
その後脚部不安で休養、復帰を目指すも結局断念し、1999年5月28日付けで地方競馬の競走馬登録が抹消された。引退後は九州で種牡馬となった。

## 競走成績
以下の内容は、netkeiba.com、JBISサーチ、地方競馬全国協会に基づく。
| 年月日     | 競馬場 | 競走名           | 格   | 距離（馬場）  | 頭数 | 枠番 | 馬番 | （人気） | 着順 | タイム | 着差 | 騎手     | 斤量 （kg） | 勝ち馬/（2着馬）       |
| ---------- | ------ | ---------------- | ---- | ------------- | ---- | ---- | ---- | -------- | ---- | ------ | ---- | -------- | ----------- | ---------------------- |
| 1995.09.25 | 大井   | 3歳新馬          |      | ダ1000m（良） | 8    | 5    | 5    | 0（1人） | 1着  | 1:02.0 | -1.7 | 的場文男 | 53          | （グリーアミー）       |
| 0000.11.10 | 大井   | ストレチア特別   |      | ダ1400m（良） | 12   | 1    | 1    | 0（1人） | 1着  | 1:27.2 | -0.5 | 的場文男 | 53          | （セントリック）       |
| 0000.12.11 | 川崎   | ポインセチア特別 |      | ダ1600m（良） | 10   | 7    | 8    | 0（1人） | 1着  | 1:44.9 | -0.8 | 的場文男 | 55          | （フレアリングルーラ） |
| 0000.12.27 | 川崎   | 全日本3歳優駿    | 重賞 | ダ1600m（良） | 9    | 8    | 8    | 0（2人） | 2着  | 1:44.2 | -0.1 | 的場文男 | 54          | ホウシュウサルーン     |
| 1996.02.19 | 大井   | 京浜盃           | 重賞 | ダ1700m（重） | 16   | 6    | 12   | 0（2人） | 1着  | 1:45.4 | -0.8 | 的場文男 | 55          | （バクシンマーチ）     |
| 0000.04.09 | 大井   | 黒潮盃           | 重賞 | ダ1700m（良） | 9    | 8    | 8    | 0（1人） | 1着  | 1:47.9 | -0.4 | 的場文男 | 56          | （トミヒサキング）     |
| 0000.04.09 | 大井   | 羽田盃           | 重賞 | ダ1800m（良） | 10   | 3    | 3    | 0（1人） | 1着  | 1:54.2 | -0.2 | 的場文男 | 56          | （サンライフテイオー） |
| 1997.04.09 | 大井   | マイルグランプリ | G1   | ダ1600m（良） | 13   | 5    | 6    | 0（3人） | 2着  | 1:39.6 | -0.4 | 的場文男 | 57          | コンサートボーイ       |
| 0000.05.21 | 大井   | 大井記念         | G2   | ダ2600m（良） | 12   | 7    | 10   | 0（2人） | 3着  | 2:49.9 | -2.0 | 的場文男 | 56          | アブクマポーロ         |

## 種牡馬
競走馬として登録された産駒はわずかに7頭で、おもに荒尾競馬で出走したが、特筆すべき成績を残した産駒はいない。2004年7月1日に用途変更され、以後の消息は不明。

## 血統表
| ナイキジャガーの血統                                   | ナイキジャガーの血統                 | ナイキジャガーの血統       | （血統表の出典）         | （血統表の出典） |
| 父系                                                   | ミスタープロスペクター系             | ミスタープロスペクター系   | ミスタープロスペクター系 | [ § 2 ]          |
| 父 *ジェイドロバリー Jade Robbery 1987 黒鹿毛 アメリカ | 父の父Mr.Prospector 1970 鹿毛        | Raise a Native             | Native Dancer            | Native Dancer    |
| 父 *ジェイドロバリー Jade Robbery 1987 黒鹿毛 アメリカ | 父の父Mr.Prospector 1970 鹿毛        | Raise a Native             | Raise You                |                  |
| 父 *ジェイドロバリー Jade Robbery 1987 黒鹿毛 アメリカ | 父の父Mr.Prospector 1970 鹿毛        | Gold Digger                | Nashua                   | Nashua           |
| 父 *ジェイドロバリー Jade Robbery 1987 黒鹿毛 アメリカ | 父の父Mr.Prospector 1970 鹿毛        | Gold Digger                | Sequence                 |                  |
| 父 *ジェイドロバリー Jade Robbery 1987 黒鹿毛 アメリカ | 父の母Number 1979 鹿毛               | Nijinsky                   | Northern Dancer          | Northern Dancer  |
| 父 *ジェイドロバリー Jade Robbery 1987 黒鹿毛 アメリカ | 父の母Number 1979 鹿毛               | Nijinsky                   | Flaming Page             |                  |
| 父 *ジェイドロバリー Jade Robbery 1987 黒鹿毛 アメリカ | 父の母Number 1979 鹿毛               | Special                    | Forli                    | Forli            |
| 父 *ジェイドロバリー Jade Robbery 1987 黒鹿毛 アメリカ | 父の母Number 1979 鹿毛               | Special                    | Thong                    |                  |
| 母 チュウオーエビス 1986 青鹿毛                        | 母の父ハワイアンイメージ 1977 黒鹿毛 | *ファーザーズイメージ 1963 | Swaps                    | Swaps            |
| 母 チュウオーエビス 1986 青鹿毛                        | 母の父ハワイアンイメージ 1977 黒鹿毛 | *ファーザーズイメージ 1963 | Cosmah                   |                  |
| 母 チュウオーエビス 1986 青鹿毛                        | 母の父ハワイアンイメージ 1977 黒鹿毛 | *ハワイアンドーン 1969     | *カウアイキング          | *カウアイキング  |
| 母 チュウオーエビス 1986 青鹿毛                        | 母の父ハワイアンイメージ 1977 黒鹿毛 | *ハワイアンドーン 1969     | Irish Chorus             |                  |
| 母 チュウオーエビス 1986 青鹿毛                        | 母の母トキワキミコ 1977 鹿毛         | *ヴィミー 1952             | Wild Risk                | Wild Risk        |
| 母 チュウオーエビス 1986 青鹿毛                        | 母の母トキワキミコ 1977 鹿毛         | *ヴィミー 1952             | Mimi                     |                  |
| 母 チュウオーエビス 1986 青鹿毛                        | 母の母トキワキミコ 1977 鹿毛         | タマエビス 1968            | *ファラモンド            | *ファラモンド    |
| 母 チュウオーエビス 1986 青鹿毛                        | 母の母トキワキミコ 1977 鹿毛         | タマエビス 1968            | クリエイション F-No.14-c |                  |
| 母系(F-No.)                                            | 14号族(FN:14-c)                      | 14号族(FN:14-c)            | 14号族(FN:14-c)          | [ § 3 ]          |
| 5代内の近親交配                                        | Native Dancer4×5=9.38%               | Native Dancer4×5=9.38%     | Native Dancer4×5=9.38%   | [ § 4 ]          |
| 出典                                                   | 1. 2. 3. 4.                          | 1. 2. 3. 4.                | 1. 2. 3. 4.              | 1. 2. 3. 4.      |

- 全姉ナイキグレースは桜花賞（浦和）の勝ち馬[8]。
- 全弟ナイキゴールドはマーチカップ、白銀争覇の勝ち馬で、北海道3歳優駿2着がある[8]。
- 祖母トキワキミコは上山のこまくさ賞の勝ち馬。
- 曾祖母タマエビスの全妹ケイリユウシンゲキは阪急杯、阪神牝馬特別の勝ち馬。